# بری ولش
بری ولش (انگلیسی: Brian Walsh; ۲۶ مارس ۱۹۳۲ – ژانویه ۲۰۰۱ (۶۸ سال)) بازیکن فوتبال اهل بریتانیا بود.
از باشگاه‌هایی که در آن بازی کرده‌است می‌توان به باشگاه فوتبال آرسنال، باشگاه فوتبال نیوپورت کانتی، و باشگاه فوتبال کاردیف سیتی اشاره کرد.